# Shark 3D
Shark 3D — игровой движок, разработанный немецкой компанией Spinor GmbH. Движок относится к типу подпрограммного (middleware) обеспечения, представляя собой комплекс различных наработок, таких как графический движок, физический движок, звуковой движок, тесно объединённых между собой.
Помимо компьютерных игр (таких, как Dreamfall), Shark 3D использовался и в других целях, например, при создании демонстраций, симуляторов, или же как виртуальная телестудия (с этой целью он был использован телеканалами ARD и ZDF).

## Технические характеристики
Shark 3D — это комплекс из графического движка (рендерера) (центральный компонент), звукового и физического движков, скриптового языка, программ для разработки и других компонентов.
В число возможностей Shark 3D входят шейдерные эффекты, попиксельное освещение, мягкие динамические тени, скелетная анимация персонажей, поддержка различных «кинематографических» пост-эффектов (таких, как High Dynamic Range Rendering, bloom, зернистость изображения и т.д), эффекты, созданные при помощи системы частиц — например, огонь, дым, туман, зеркальные поверхности (статические или передвижные, с возможностью выбора степени прозрачности — при помощи отражений, например, можно сделать водную поверхность), методики рельефного текстурирования, использование видеофайлов в качестве текстур, широкие возможности локализации и др.
Движок поддерживает игровые консоли PlayStation 2, PlayStation 3, Xbox, Xbox 360, Wii, а также персональный компьютер под управлением Microsoft Windows или Linux. На ПК изображение выводится как в режиме Direct3D, так и в OpenGL.

## Игры, использующие Shark 3D
- 2006 — Dreamfall: The Longest Journey от Funcom (ПК, Xbox) (собственная модификация Funcom)
- 2008 — Windchaser от Chimera Entertainment (ПК)
- 2010 — Moorhuhn Tales от Crazy Chicken Tales от Conspiracy Entertainment (Wii)
- 2011 — Aya and the Cubes of Light от Object Vision Software (Wii)